# Kep (provinshuvudstad)
Kep är en provinshuvudstad i Kambodja.   Den ligger i provinsen Kep, i den södra delen av landet, 140 km sydväst om huvudstaden Phnom Penh. Kep ligger 8 meter över havet och antalet invånare är 11 658.
Terrängen runt Kep är huvudsakligen platt, men den allra närmaste omgivningen är kuperad. Havet är nära Kep söderut.  Det finns inga andra samhällen i närheten. 